# Alexandra Ndolo
Alexandra Ndolo (* 13. August 1986 in Bayreuth) ist eine deutsch-kenianische Degenfechterin.

## Leben
Alexandra Ndolo wuchs als Tochter einer polnischen Mutter und eines kenianischen Vaters in Bayreuth auf. Während ihrer Schulzeit lernte sie Klavier und Geige spielen. In der elften Klasse war sie Austauschschülerin in den USA und nahm dort als Mitglied des Schwimm-, Leichtathletik- und Basketballteams an den Meisterschaften des Bundesstaates Arizona teil. Bis 2009 war sie in der Fechtabteilung der TS Bayreuth aktiv.
Nach dem Abitur zog sie nach Bonn, wo sie parallel zum Fechttraining beim OFC Bonn eine Ausbildung als medizinisch-technische Assistentin am Universitätsklinikum Köln absolvierte. 2010 wurde sie mit dem OFC Bonn Deutsche Fechtmeisterin beim Damendegen. 2012 wechselte sie zum TSV Bayer 04 Leverkusen.
Nach der Ausbildung wurde Ndolo Sportsoldatin bei der Sportfördergruppe der Bundeswehr und begann zusätzlich ein Studium der Wirtschaftspsychologie an der Rheinischen Fachhochschule Köln. 2017 holte sie bei den Fechteuropameisterschaften in Georgien den zweiten Platz im Degeneinzel. Bei den Weltmeisterschaften erreichte sie im selben Jahr das Viertelfinale, in dem sie Julia Beljajeva unterlag. 2019 gewann sie in Düsseldorf bei der Europameisterschaft Bronze im Einzel. 2022 wurde sie in Kairo Vizeweltmeisterin.
2021 wurden Aktfotos von ihr im deutschen Playboy veröffentlicht.
Seit Herbst 2022 ficht sie für den kenianischen Verband. Im Sommer 2023 gewann sie die erste Goldmedaille für Kenia bei den afrikanischen Meisterschaften. 2024 trat sie als erste Fechterin Kenias bei den Olympischen Sommerspielen in Paris an, wo sie die zweite Runde erreichte.